# سرونوگورسکی تلکام
سرونوگورسکی تلکام (انگلیسی: Crnogorski Telekom) شرکت مخابرات مونته‌نگرویی است، که در سال ۱۹۹۸ تأسیس شد.